# Каталоги The Sims 3
Каталоги The Sims 3 (англ. The Sims 3 Stuff Packs) — небольшие дополнения для компьютерной игры The Sims 3, которые содержат новые объекты, одежду и мебель для игры, соответствующие той или иной теме без внесения существенных изменений в игровой мир.

## Каталоги
| Название                   | Дата выхода                       | Содержание |
| -------------------------- | --------------------------------- | --- |
| Современная роскошь        | 2 февраля 2010 5 февраля 2010     | В каталоге The Sims 3 «Современная роскошь» появилась возможность украсить интерьер дома роскошными предметами, а также целая серия новых вечерних нарядов, бытовой техники, предметов искусства. По случаю 10-летия игр серии The Sims, в каталоге содержатся 3 культовых предмета из игр The Sims и The Sims 2. |
| Скоростной режим           | 7 сентября 2010 10 сентября 2010  | В каталоге The Sims 3 «Скоростной режим» появились предметы быта, автомобили и одежда в четырёх стилях: гонки, интриги, кантри или роскошь классики. |
| Отдых на природе           | 1 февраля 2011 4 февраля 2011     | В каталоге The Sims 3 «Отдых на природе» появились предметы и одежда в двух стилях: «Садовая терраса» и «Закат на веранде», а также новые виды жаровен. |
| Городская жизнь            | 26 июля 2011 29 июля 2011         | В каталоге есть новые стильные предметы для персонажей и их домов, а также новые общественные места (библиотека, спортзал и т. д.). Каталог поступил в продажу 28 июля 2011 года. Новые заведения позволят изменить облик города, а новые предметы подойдут и для домов персонажей. Можно построить новую библиотеку, создать тренажёрный зал, обустроить детскую площадку и завести в доме комнату со стиральной и сушильной машинами, также появился новый общественный участок кафе "Объедение". |
| Изысканная спальня         | 24 января 2012 27 января 2012     | В каталоге The Sims 3 «Изысканная спальня» персонажей ждет изысканный набор для спальни, мебель в стиле спа-салона для ванной комнаты, романтическая одежда и новые прически. |
| Katy Perry Сладкие радости | 4 июня 2012 7 июня 2012           | Каталог The Sims 3 «Katy Perry Сладкие радости» представляет собой большое разнообразие декоративных предметов и мебели, в «карамельном, сладком стиле», а также несколько новых общественных участков. |
| Diesel                     | 10 июля 2012 12 июля 2012         | Каталог The Sims 3 «Diesel» содержит одежду и мебель для дома от фирмы Diesel. Персонажи могут носить одежду прямо с подиумов, новейшие наряды марки Diesel, украсить дом мебелью этой фирмы. |
| Стильные 70-е, 80-е, 90-е  | 22 января 2013 22 января 2013     | Каталог The Sims 3 «Стильные 70-е, 80-е, 90-е.» содержит одежду, мебель и стили прошедших десятилетий. Все объекты делятся на 3 группы: Стиль 70-х, Стиль 80-х, Стиль 90-х. Вашим персонажам гарантирован самый привлекательный образ и великолепный декор прошлых лет с каталогом «The Sims 3 Стильные 70-е, 80-е, 90-е». Образ диско 70-х, куртки с широкими воротниками и расклешенные штаны; глэм 80-х, подкладные плечи и серьги-браслеты или помятые фланелевые рубашки гранжа образца 90-х. Испробуйте все новые наряды, прически, усы и бороды, ретро-предметы и многое другое. И не забудьте обставить дома своих персонажей в соответствии с эпохой! Зеркальный шар «Звездный свет» или Футбольный стол «Неонис» придадут жилищам персонажей тот самый непередаваемый колорит. Снова откройте все эти сумасшедшие веяния моды — от причесок с перьями до штанов из парашютной ткани и стереосистем в тумбочке, отправляясь в прошлое со своими персонажами. Модные предметы первой необходимости и декор помогут стильно обставить дома ваших персонажей в духе прошедших десятилетий. |
| Кино                       | 10 сентября 2013 10 сентября 2013 | Каталог The Sims 3: «Кино» содержит множество предметов одежды и мебели из знаменитых культовых фильмов. Все предметы делятся на три категории: "Ковбой", "Боевик", "Ужасы". |